# 李光美
李光美（945年之前—978年之後），是北宋初年党项族将领，本姓拓跋，是定难军节度使李彝殷的儿子，李光睿的六弟。
李光美的母亲是秦国太夫人渎氏，宋太祖乾德五年（967年）秋，李彝兴（李彝殷为宋太祖的父亲赵弘殷避讳）去世。太平兴国三年（978年），李克睿去世，次年，李克睿之子李继筠去世。这时，李光美担任定难节度使下辖衙内都虞候。